# غاي آدامز
غاي آدامز (بالإنجليزية: Guy Adams)‏ (6 يناير 1976، إنجلترا في المملكة المتحدة)؛ ممثل وروائي بريطاني.

## روابط خارجية
- غاي آدامز على موقع ميوزك برينز (الإنجليزية)